# Радван (герб)
Радван (пол. Radwan, Wierzbowa, Wierzbowczyk, Wirzbowa, Wirzbowo, Kaja, Chorągwie) — польский дворянский герб.

## Описание и легенда
В красном поле церковная хоругвь с тремя концами, цвета золотого. Посредине её верхнего края помещается крест или конец стрелы.
Справка о Лихачевых, по просьбе в 1697 году поданной: «Хоруговь церковная с тремя доли, разсечена, цвета желтоватого, имея при конце каймы и крест посреде верха в поле красном; на шлеме и венце суть перья струфокомиловы. А о начале герба, как дан, напечатано: Хоруговь есть древнейшее знамя воинское, у персян, у римлян и у греков. Но таково образца знамя, каково Радваново есть, никому обще, по единым древним в короне Польской сарматом свойствует: ибо Болеслав смелый с Роксоляны войну вел. Начальник воинства, дабы тщательным радением безопаство воинству промыслить, послал преж себя о неприятелех проведать, которым в начальники человека полку воина Радвана именованнаго, назначил, которые, приказ исполняя, на обоз неприятелей русаков напали, и видя, яко не могли от него ухоронитися, единым сердцем и душою умереть уже думали, и тако возвав Божие имя, крепко сами перво на неприятеля напали; поспешило щастье; неприятель неначаемых людей, чая, что имеет людей запасных, смутился, помешалося множество, измялося; потом на другую сторону счастье обратися, оправились, победителей убили и знамя воинское отбили, и так утеряв знамя, испужася, учали пропадать, потом хотящу щастью, побежал Радван в село ближнее, похватил хоруговь из церкви, прибежал на неприятелей, познали ратные люди своего водителя, восприяли сердце, и помышляющу неприятелю, что новое войско с новым знаменем воинским пришло, разбили, да победу двоежды восприяли. Возвратився в обоз Радван со многими пленники с знамены, с добычью и с победою во свидетельство вечные славы, хоруговь церковную с крестом и половиною стрелы от Болеслава короля в клеймо и герб шляхетства себе и наследником своим сподобился и улучил».

## Герб используют
Бабские (Babski), Багенские (Багинские, Bagienski, Baginski), Бановские (Banowski), Баран (Baran), Баранские (Baranski), Батоговские (Batogowski), Бондзкевичи (Badzkiewicz), из Бенчина (z Benczyna, Beczyna), Беневичи (Beniewicz), Бенковичи (Benkowicz), Бенцкие (Becki), Бялобржеские (Bialobrzeski), Драчевские (Draczewski), Беневские (Bieniewski), Бенкевичи (Бенкевичи, Bienkiewicz), Биллевичи (Белевич, Bilewicz), Боцевичи (Bocewicz), Боховичи (Bochowicz), Бохвичи (Bochwicz), Богуцкие (Bogucki), Богдановичи (Bohdanowicz), Брандыс (Brandys, Brandysz), Бранецкие (Branecki), Броневичи (Broniewicz), Бухвицы (Buchwic), Бунчины (Bunczyn), Быдловские (Bydlowski), Харманские (Charmanski), Хелстовские (Chelstowski), Хлевинские (Chlewinski), Хлугванские (Chlugwanski), Хлуские (Chluski), Хмелевские (Chmielewski), Хмелицкие (Chmielicki), Халанские (Khalanski), Хорманские (Chormanski), Циковские (Cikowski), Цолушанские (Coluszanski), Чапки (Czapka), Чапли (Czapla), Чеховские (Czechowski), Чубинские (Czubinski), Чурило (Czurylo), Домбровские (Dabrowski), Дембские (Debski), Дешновские (Desznowski), Добросельские (Dobrosielski), Добруские (Dobruski), Домарадские (Domaradzki), Достоевские (Dostojewski, Dastajeuski), Дзевульские (Dziewulski), Эберхард (Eberhard), Эстко (Estko), Федзюшко (Fiedziuszko), Фольгерские (Folgierski), Фолькерские (Folkierski, Fulgierski), Фолькевичи (Folkiewicz), Фрыстацкие (Frystacki, Frysztacki), Фульгерские (Fulgierski), Глинские (Glinski), Глуховские (Gluchowski), Горские (Гурские, Gorski), Госка (Goska), Гродецкие (Grodecki), Гродзецкие (Grodziecki), Гродские (Grodzki), Грушецкие (Gruszecki), Губаревичи (Gubarewicz), Глушанины (Hluszanin), Глущи (Hluszcz), Гордына (Hordyna), Якацкие (Jakacki), Яновичи (Janowicz), Яржембинские (Jarzebinski), Яскловские (Jasklowski), Ясколецкие (Jaskolecki), Ястковские (Jastkowski), Езерковские (Jezierkowski, Jeziorkowski), Юзефовичи (Jozefowicz), Юдыцкие (Юдицкие, Judycki), Каниа (Kania), Карманские (Karmanski), Карские (Karski), Карвинские (Karwinski), Кашицы (Kaszyc), Кенский-Талат, Киссовские (Kisowski, Kissowski), Кнабе (Knabe), Кохаловские (Kochaloski, Kochalowski), Кокотек (Kokotek, Prakowski), Комары (Komar), Конаржевские (Konarzewski), Кононовичи (Kononowicz), Корабевские (Korabiewski), Кроткевичи (Krotkiewicz), Ковалевские (Kowalewski), Кроткие (Krotki), Кроткевские (Krotkiewski), Круковские (Krukowski), Кричинские (Kryczynski), Кржимаские (Krzymaski), Кржистек (Krzystek), Кульбацкие (Kulbacki), Кунашевские (Kunaszewski), Курчи (Kurcz), Кужелевские (Kuzelewski), Ляховичи (Lachowicz), Лещинские (Leszczynski), Любаньские (Lubanski), Любавские (Lubawski), Лабунские (Łabuński), Лодзинские (Lodzinski), Лоевские (Lojowski), Лукавские (Lukawski), Ляшенки (Laszenko), Магнушевские (Magnuszewski), Малинские (Malinski), Малушицкие (Maluszycki), Мартыновичи (Martynowicz), Мицевичи (Micewicz), Мемчевские (Miemczewski), Миодуские (Mioduski), Монюшко, Набуты (Nabut), Надаржинские (Nadarzynski), Ницкие (Nicki), Недзялковские (Niedzialkowski), Негошовские (Niegoszowski), Обаржанковские (Obarzankowski), Обулевичи (Obulewicz), Окенцкие (Okecki), Окенские (Okeski), Окушко (Okuszko), Олесницкие (Olesnicki), Олещинские (Oleszczynski), Олешинские (Oleszynski), Олизар, Ольшовские (Olszowski), Осецкие (Osiecki), Осинские (Osinski), Освецимы (Oswiecim), Овсенские (Owsienski, Owsinski), Озембловские (Oziemblowski, Ozięblowski), Пакославские (Pakoslawski), Пакошевские (Pakoszewski), Паржановские (Parzanowski), Пашкевичи (Paszkiewicz, Paszkiewicz Wojzbun), Павенцкие (Pawecki), Пелка (Pelka), Пемпоржинские (Pemporzynski), Пемпержинские (Peperzynski), Петрашевичи (Pietraszewicz), Петрушевские (Pietruszewski), Пивко (Piwko), Плихчинские (Plichczynski), Плужанские (Pluzanski), Плавские (Plawski), Покошевские (Pokoszewski), Полукорды (Polukord), Полаевские (Polajewski), Повицкие, Праковские (Prakowski), Проковские (Prokoski, Prokowski), Проневичи (Proniewicz, Proniewicz-Zalamaj), Пржидковские (Przydkowski), Пржигодские (Przygodzki), Пржипковские (Przypkowski), Радецкие (Radecki), Радловские (Radlowski), Радонские (Radonski), Радваны (Radwan), Радванские (Radwanski), Радзишевские (Radziszewski), Раковские (Rakowski), Рпинские (Rpinski), Рудецкие (Rudecki), Рудгеши (Rudgiesz), Русецкие (Rusiecki), Рыбенские (Rybienski), Рыбинские (Rybinski), Рыпинские (Rypinski, Rpinski), Серные (Serny), Сервинские (Serwinski), Семеновичи (Siemionowicz), Скаржевские (Skarzewski), Сколимовские (Skolimowski), Славковские (Slawkowski), Слонки (Slako, Slonka), Слушевские (Sluszewski), Служенские (Sluzenski), Служевские (Sluzewski), Служовские (Sluzowski), Собенские (Sobienski), Солокай (Solokay), Станцлевские (Станхлевские, Stanclewski, Stanchlewski, Stanczlewski), Станиславские (Stanislawski), Стех (Stech), Стецкие (Stecki), Стоярт (Stojart), Страшевские (Straszewski), Сухоржевские (Suchorzewski), Сухожебрские (Suchozebrski), Свищевские (Swiszczewski, Swiszewski), Шахно, Шапские (Szapski), Шаравские (Szarawski), Щит (Szczyt, Sczyt, Szczyt Zabielski), Шемравские (Szemrawski), Шимановичи (Szymanowicz), Свичевские (Swiczewski), Точиские (Toczyski), Тумалевские (Tumalewski), Уханские (Uchanski), Уклянские (Uklanski), Вядровские (Wiadrowski), Вяльбут (Wialbut), Вероцкие (Werocki), Венцкевич (Wieckiewicz), Вержбицкие (Wierzbicki), Вилям (Wilam), Вильк (Wilk), Вирские (Wirski), Водальские (Wojdalski), Войкуновские (Wojkunowski, Woykunowski), Волконовские (Wolkonowski), Волкуновские (Wolkunoski, Wolkunowski), Володкевичи (Wolodkiewicz), Володковичи (Wolodkowicz), Воиславские (Woyslawski), Витам (Wytam), Выжицкие (Wyzycki), Забяльские (Zabialski), Зацвилиховские (Zacwilichowski), Зайдлич (Zajdlicz, Zejdlicz), Заламай Проневич (Zalamay Proniewicz), Заливако (Zalivako), Зебржидовские (Zebrzydowski), Зелевичи (Zielewicz), Жембоцкие (Żembocki), Жарские (Zarski).
Радван изм.Багинские (Baginski), Достоевские (Dostoiewski, Dostojewski, Dostojowski), Глушанины (Hluszanin), Гордынa (Hordyna), Юдыцкие (Юдицкие, Judycki, Iudycki), Кашицы (Kaszyc), Кохаловские (Kohalowski, Kochalawski), Короткевичи (Korotkevych), Кононовичи Семеновичи (Kononowicz Siemionowicz), Круковские (Krukowski), Кричинские (Kryczynski), Кржичевские (Krzyczewski), Кржимуские (Krzymuski), Пашкевичи (Paszkiewicz, Wojzbun-Paszkiewicz), Семеновичи (Siemionowicz), Солокай (Solokaj), Свишевские (Swiszewski, Swiczewski).
Радван VIIIАйдаровичи (Ajdarowicz).